# Henriette Bitzius-Zeender

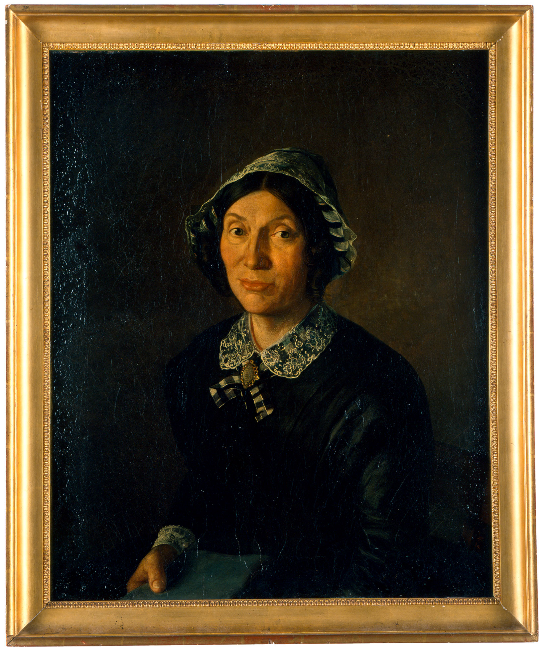
Henriette Bitzius-Zeender (ca. 1850) gemalt von Friedrich Walthard

Henriette Bitzius-Zeender, geborene Henriette Zeender (* 8. August 1805 in Bern; 14. Juni 1872 ebenda) war eine Schweizer Pfarrersfrau, die für ihren Mann Albert Bitzius (bekannt als Schriftsteller Jeremias Gotthelf) als Lektorin arbeitete und sich in Lützelflüh um Familie, Haushalt und Gäste kümmerte.
Gotthelfs Verleger Julius Springer bemerkte in einem Brief, dass Bitzius ohne seine Gattin nicht Jeremias Gotthelf geworden wäre, so bedeutsam schätzte er den Einfluss ein, den sie auf den Dichter ausübte.

## Leben

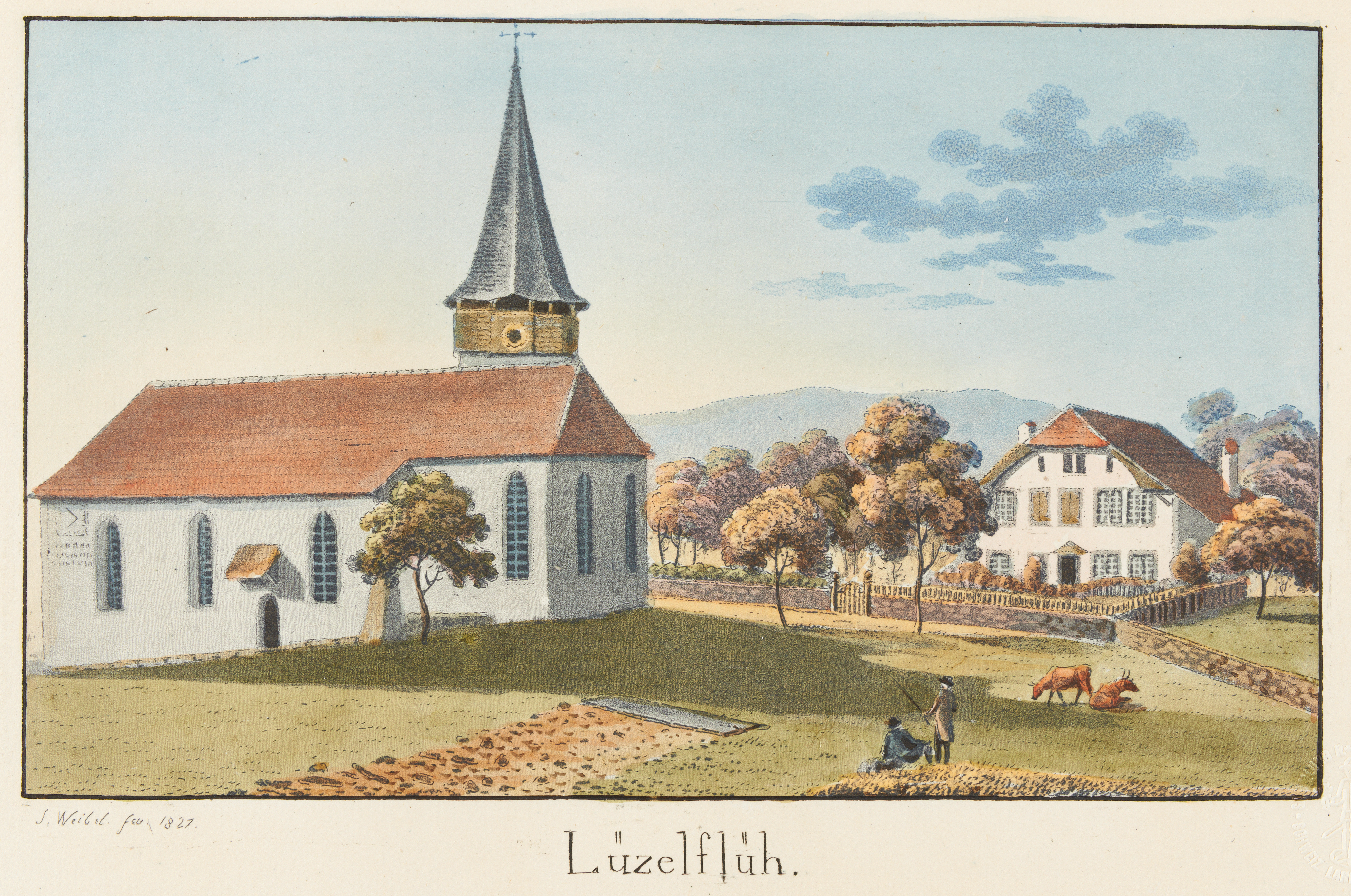
Kirche und Pfarrhaus Lützelflüh, wo Henriette Bitzius-Zeender als Kind und später als Pfarrersfrau lebte (1827)

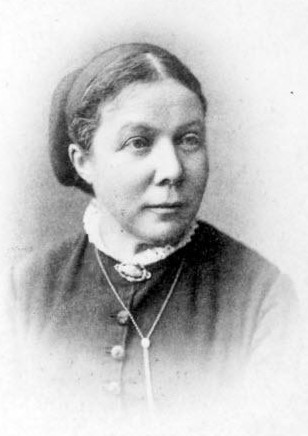
Die Tochter Henriette, als Schriftstellerin unter dem Namen Marie Walden bekannt geworden

Henriette Zeender war das jüngste von drei Kindern des Emanuel Jakob Zeender, Theologieprofessors an der Akademie Bern, und der Marianne geborene Fasnacht. Bereits als Zweijährige verlor sie ihre Eltern. Zusammen mit ihren Geschwistern Samuel Albrecht und Maria Anna Katharina wuchs sie in der Folge bei den Grosseltern Fasnacht auf. Ihr Grossvater Jakob Albrecht Fasnacht kam 1808 als Pfarrer nach Lützelflüh. Dort, im Emmental, dem sie sich tief verbunden fühlte, verbrachte sie ihre Kindheit und Jugend. Ihre Grossmutter Katharina Fasnacht geborene Lüthi entstammte einer Bauernfamilie. Öfters hielt sich Henriette in Jegenstorf auf, wo ihr Onkel Johann Ludwig Fasnacht 1812 die Pfarrstelle übernommen hatte.
In Burgdorf wurde Henriette Zeender in einer privaten Institution nach den Erziehungsidealen Johann Heinrich Pestalozzis unterrichtet. 1821 ging sie für zwei Jahre in die Pension Guyot nach Saint-Blaise. Ihr Vormund Johann Rudolf von Sinner verhalf ihr danach zu Gouvernantenstellen in Aarwangen und Kiesen. Eine Verlobung nach 1823 mit Bernhard Walthard, der als Vikar in Lützelflüh arbeitete und in dessen Berner Privatschule sie unterrichtet hatte, wurde um 1828/1829 aufgelöst. 1829 kehrte sie zu ihrem verwitweten Grossvater nach Lützelflüh zurück und führte dessen Pfarrhaushalt. Hier traf sie 1831 Albert Bitzius, der seine Stelle als Vikar antrat; die beiden heirateten 1833 in Wynigen.

Der Sohn Albert Bitzius (1835–1882)

Für Albert Bitzius war die gebildete und regional verankerte Henriette Bitzius-Zeender eine gute Partie. Als Ledige hätte sie vermutlich – wie ihre Schwester – als Erzieherin in wohlhabenden Familien und wohl auch im Ausland ihren Lebensunterhalt verdient. Die Ehe mit einem Pfarrer wies ihr eine klar umrissene, zudienende Vorbildrolle zu, sodass sie fortan nur noch als Gattin, Mutter und Assistentin ihres schreibenden Ehemannes, der unter dem Pseudonym Jeremias Gotthelf publizierte, wahrgenommen wurde. Bitzius-Zeender wirkte als Lektorin und Kopistin seiner Werke und milderte politisch riskante Aussagen. Familiär wirkte sie ausgleichend zwischen ihrem Gatten und dessen Mutter Elisabeth Kohler sowie zwischen ihm und dessen Halbschwester Marie Bitzius. Ferner übernahm sie die Ausbildung ihrer Töchter Henriette und Cécile, während Albert im Waisenhaus von Burgdorf zur Schule ging und später das Gymnasium in Bern besuchte. Auch sorgte sie für die zahlreichen und regelmässig einkehrenden Gäste ihres Mannes.
Nach dem Tod ihres Gatten 1854 erwies sich der Wegzug aus Lützelflüh, wo Bitzius-Zeender mehrheitlich gelebt hatte, als traumatische Erfahrung. 1855 zog sie in die Stadt Bern, 1860 nach Sumiswald, wo ihre ältere Tochter Henriette Rüetschi-Bitzius Pfarrersfrau war, schliesslich 1867 in eines der Wankdorfgüter bei Bern. Auch die restlichen 18 Jahre ihres Lebens entsprachen den gesellschaftlichen Erwartungen an eine verwitwete Pfarrersfrau. So kümmerte sie sich um ihre Nachkommenschaft, vor allem nach dem Tode ihres Schwiegersohns Ludwig Rüetschi 1866. Sie blieb das Zentrum einer Familie, die sich über mehrere Orte (Bern, Gstaad, Twann usw.) verstreut hatte. Zu Gotthelfs Verleger Julius Springer in Berlin pflegte sie weiterhin Kontakt, um den Verkauf der Werke zu sichern. Nach längeren gesundheitlichen Beschwerden starb sie 1872.